# Iwan Donskich
Iwan Grigorjewicz Donskich (ros. Иван Григорьевич Донских, ur. 14 stycznia?/27 stycznia 1917 we wsi Ust-Mosicha w Kraju Ałtajskim, zm. 12 października 1997 w Majkopie) – radziecki wojskowy, Bohater Związku Radzieckiego (31 maja 1945).

## Życiorys
Urodził się w rodzinie chłopskiej. W 1932 ukończył szkołę pedagogiczną w Barnaule, pracował jako nauczyciel w szkole średniej, uczestniczył w organizowaniu kołchozu w rodzinnej wsi, od 23 października 1939 służył w Armii Czerwonej. Od 1941 należał do WKP(b), w 1943 skończył kursy artyleryjskie, od 22 czerwca 1941 brał udział w wojnie z Niemcami jako pomocnik dowódcy plutonu, dowódca plutonu, dowódca baterii i dowódca dywizjonu m.in. na Froncie Leningradzkim, 3 i 1 Białoruskim. W 1941 uczestniczył w obronie Hanko, później w obronie Leningradu i walkach nad jeziorem Ładoga, w 1943 w likwidacji blokady Leningradu i wyzwoleniu twierdzy Szlisselburg, następnie m.in. w zajmowaniu Kowna, forsowaniu Niemna, dotarciu do granicy Prus Wschodnich, operacji warszawsko-poznańskiej, przełamaniu obrony przeciwnika na przyczółku puławskim, forsowaniu Odry, operacji berlińskiej i dotarciu do Łaby. W 1948 ukończył Wyższą Oficerską Szkołę Artylerii i został zastępcą szefa jej sztabu, w 1956 został zwolniony do rezerwy w stopniu majora. Pracował w Nowosybirsku jako dyrektor fabryki, od 1979 mieszkał w Majkopie.

## Odznaczenia
- Złota Gwiazda Bohatera Związku Radzieckiego (31 maja 1945)
- Order Lenina (31 maja 1945)
- Order Aleksandra Newskiego (22 lutego 1945)
- Order Wojny Ojczyźnianej I klasy (dwukrotnie – 16 maja 1945 i 6 kwietnia 1985)
- Order Czerwonej Gwiazdy (30 grudnia 1956)
- Medal za Warszawę 1939–1945 (Polska Ludowa)
- Medal „Zasłużonym na Polu Chwały” (Polska Ludowa)
- Medal za Odrę, Nysę, Bałtyk (Polska Ludowa)

I inne.